# Eishockey-Weltmeisterschaft 2011
Der Internationale Eishockeyverband IIHF veranstaltete im Jahr 2011 zum 75. Mal Eishockey-Weltmeisterschaften.

## Die Turniere im Überblick

### Herren-WM
Die 75. Eishockey-Weltmeisterschaft der Herren wurde vom 29. April bis 15. Mai 2011 in Bratislava und Košice in der Slowakei ausgetragen.
Die weiteren Turniere fanden in folgenden Orten statt:
- Division I
  - Gruppe A: 17. – 23. April 2011 in Budapest, Ungarn
  - Gruppe B: 17. – 23. April 2011 in Kiew, Ukraine
- Division II
  - Gruppe A: 4. – 10. April 2011 in Melbourne, Australien
  - Gruppe B: 10. – 16. April 2011 in Zagreb, Kroatien
- Division III: 11. – 17. April 2011 in Kapstadt, Südafrika

### Frauen-WM
Die 14. Eishockey-Weltmeisterschaft der Frauen fand vom 16. bis 25. April 2011 in Zürich und Winterthur in der Schweiz statt. Die weiteren WM-Turniere wurden in folgenden Orten ausgetragen:
- Division I: 11. – 17. April 2011 in Ravensburg, Deutschland
- Division II: 4. – 10. April 2011 in Caen, Frankreich
- Division III: 1. – 6. Februar 2011 in Newcastle, Australien
- Division IV: 27. März – 1. April 2011 in Reykjavík, Island
- Division V: 14. – 19. März 2011 in Sofia, Bulgarien

### U20-Junioren
Die 35. Weltmeisterschaft der U20-Junioren wurden vom 26. Dezember 2010 bis 5. Januar 2011 in Buffalo und Niagara Falls in den USA ausgetragen. Dies war von der IIHF auf ihrer Jahrestagung 2007 in Moskau verkündet worden.
Die weiteren Turniere fanden in folgenden Orten statt:
- Division I
  - Gruppe A: 13. – 19. Dezember 2010 in Babrujsk, Belarus
  - Gruppe B: 12. – 18. Dezember 2010 in Bled, Slowenien
- Division II
  - Gruppe A: 13. – 19. Dezember 2010 in Tallinn, Estland
  - Gruppe B: 13. – 19. Dezember 2010 in Miercurea Ciuc, Rumänien
- Division III: 9. – 18. Januar 2011 in Naucalpan de Juárez und Mexiko-Stadt, Mexiko

### U18-Junioren
Die 13. Weltmeisterschaft der U18-Junioren fand vom 14. bis 24. April 2011 in Crimmitschau und Dresden in Deutschland statt. Die weiteren WM-Turniere wurden in den folgenden Orten ausgetragen:
- Division I
  - Gruppe A: 11. – 17. April 2011 in Riga, Lettland
  - Gruppe B: 10. – 16. April 2011 in Maribor, Slowenien
- Division II
  - Gruppe A: 19. – 25. März 2011 in Brașov, Rumänien
  - Gruppe B: 27. März – 2. April 2011 in Donezk, Ukraine
- Division III
  - Gruppe A: 11. – 17. April 2011 in Taipeh, Republik China (Taiwan)
  - Gruppe B: 13. – 19. März 2011 in Naucalpan de Juárez, Mexiko

### U18-Frauen
Die 4. Eishockey-Weltmeisterschaft der U18-Frauen fand vom 1. bis 8. Januar 2011 in Stockholm in Schweden statt. Das Turnier der Division I wurde vom 28. März bis zum 3. April 2011 in Dmitrow in Russland ausgetragen.